# Новоторжский уезд
Новото́ржский уе́зд — административно-территориальная единица (уезд) Тверской губернии в составе Российской империи и РСФСР. Уездный город — Торжок.

## География

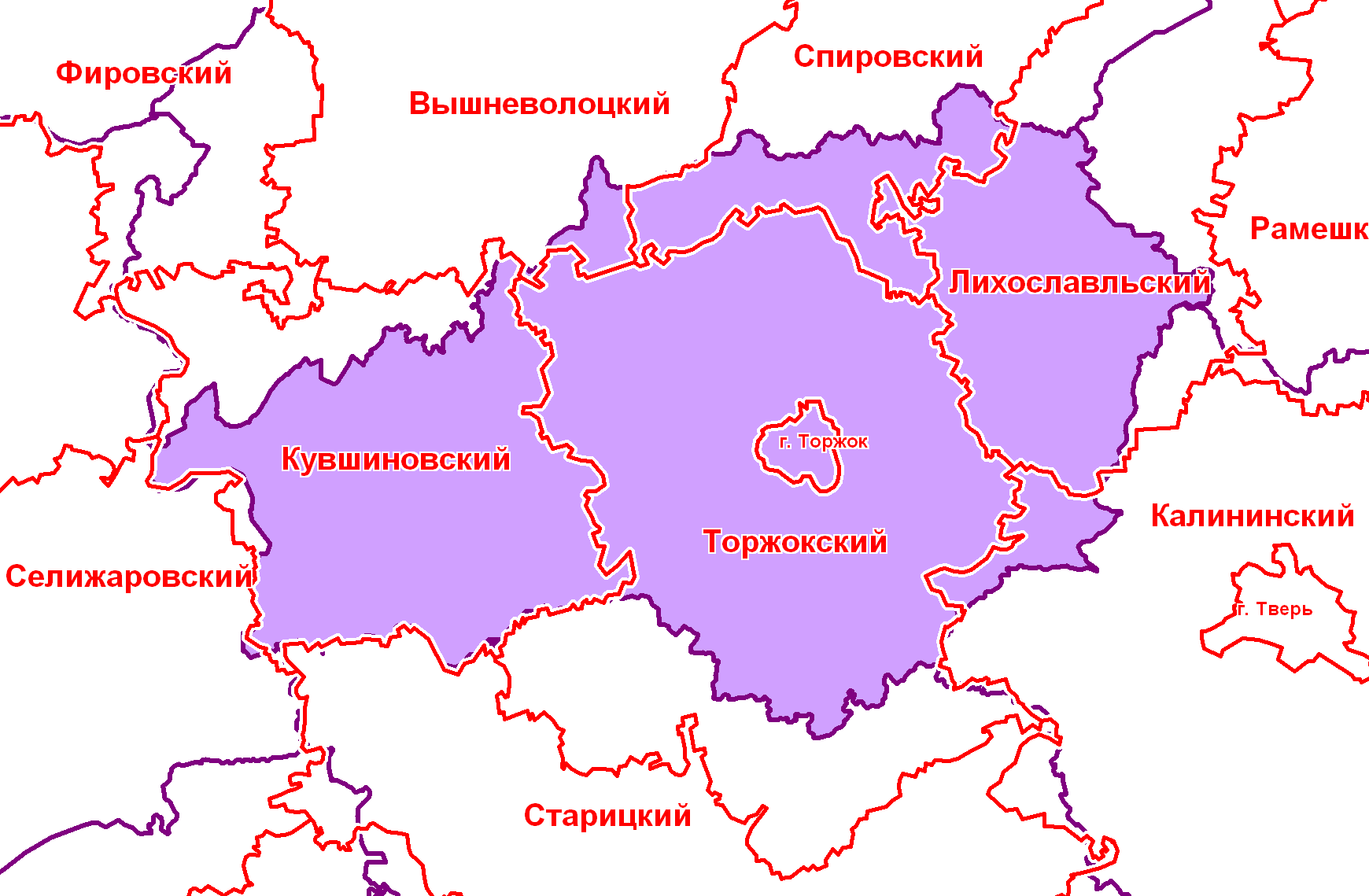
Новоторжский уезд в современной сетке районов

Уезд был расположен в центральной части Тверской губернии. Площадь уезда составляла 4 602,4 кв. вёрст. 
Поверхность уезда — плоская возвышенность, постепенно опускающаяся от СЗ к ЮВ. Ветвь Валдайских гор заходит в уезд с запада, образуя болотистую возвышенность, с которой берут начало реки уезда (Осуга, Бол. Коша и др.). 
Главная река — Тверца, пересекает уезд на протяжении 97 вер.; в Тверцу впадают: Осуга (125 вер.) с Поведью (74), Логовяж (63) и др. На СВ по границе уезда течёт Медведица (15 вер.), на Ю — Тьма (25 вер.), на З — Большая Коша (25 в.), последние три впадают в Волгу за пределами уезда. Судоходна одна Тверца, сплав по всем поименованным рекам, исключая Логовяжи. Берега рек густо заселены: по Тверце расположены г. Торжок и 39 селений, с 35 тыс. жит.; по Осуге — 44 (7 тыс. жит.), по Поведи — 20 (3 тыс. жит.), по Логовяже — 23 (3 тыс. жит.). Цна и Бол. Коша принадлежат уезду своими верховьями и текут среди лесов. По Осуге две мельницы и несколько лесопильных заводов. По берегам Осуги, Поведи, Логовяжи и Тьмы хорошие поймы.

### Современное положение
В настоящее время территория Новоторжского уезда (в границах на 1917 год) входит в состав 6 районов Тверской области:
- Торжокского района
- Кувшиновского района
- Вышневолоцкого района
- Спировского района
- Лихославльского района
- Калининского района

## История
Название уезда произошло от древнего названия города Торжка — Новый Торг. Новоторжской называлась городовая волость в составе Новгородской земли. В XV веке присоединена к Русскому государству и в его составе появился Новоторжский уезд. В 1708 году уезд приписан к Ингерманландской губернии, в 1719 году к Тверской провинции Санкт-Петербургской губернии, в 1727 году — к Новгородской губернии. В 1775 году вошел в состав Тверского наместничества, переименованного в 1796 году в губернию. 
После этого границы уезда не менялись до марта 1924 года, когда к нему отошла часть территории ликвидированного Старицкого уезда. 
В 1929 году уезд упразднён, его территория вошла в состав Тверского округа Московской области.

## Административное деление
В 1890 году в состав уезда входило 18 волостей:
| № п/п | Волость            | Волостное правление | Число селений | Население |
| ----- | ------------------ | ------------------- | ------------- | --------- |
| 1     | Баранье-Горская    | с. Баранья-Гора     | 50            | 8800      |
| 2     | Васильевская       | д. Васильево        | 27            | 6805      |
| 3     | Грузинская         | с. Грузины          | 21            | 5495      |
| 4     | Дорская            | д. Анцифарово       | 63            | 8230      |
| 5     | Климовская         | с. Климово          | 43            | 7595      |
| 6     | Кузовинская        | д. Кузовино         | 74            | 7525      |
| 7     | Марьинская         | д. Марьино          | 39            | 8125      |
| 8     | Мошковская         | д. Мошки            | 34            | 9110      |
| 9     | Медновская         | с. Медное           | 13            | 4825      |
| 10    | Никольская         | с. Никольское       | 37            | 8290      |
| 11    | Новоторжская       | г. Торжок           | 37            | 8545      |
| 12    | Поведская          | с. Поведь           | 46            | 8270      |
| 13    | Пречисто-Каменская | с. Пречисто-Каменка | 37            | 6985      |
| 14    | Прудовская         | д. Пруды            | 38            | 7115      |
| 15    | Прямухинская       | с. Прямухино        | 50            | 9127      |
| 16    | Раменская          | с. Раменье          | 48            | 7615      |
| 17    | Сукромлинская      | с. Сукромля         | 42            | 8480      |
| 18    | Тысяцкая           | с. Тысяцкое         | 35            | 5435      |

В полицейском отношении в 1913 году уезд был разделён на три стана:
- 1-й стан, становая квартира пос. Осташково.
- 2-й стан, становая квартира г. Торжок.
- 3-й стан, становая квартира с. Большой Борок.

После 1917 года число волостей увеличилось до 20 в 1922 году, но в 1924, после укрупнения волостей, осталось 10.

## Известные уроженцы
- Савва Иванович Чевакинский (1709—1783)  — русский архитектор.
- Николай Александрович Львов (1753-1804) - русский архитектор. поэт, переводчик.
- Никанор Михайлович Свечин (1772—1849) — русский генерал, участник Наполеоновских войн.
- Михаил Александрович Бакунин (1814—1876) — русский мыслитель, анархист.
- Василий Кириллович Сютаев (1819—1892) — основатель религиозно-нравственного учения.
- Сергей Петрович Тыртов (1839—1903)  — русский вице-адмирал.

## Население
Население 
в 1863 г. — 139,7 тыс. чел. (без Торжка), 
в 1897 г. — 150 169 чел., 
в 1913 г. — 190 тыс. чел. 
Населенных мест, кроме города, — 1006 (из них 6 имеют свыше 1000 жителей: Медное, Выдропужск, Стружня, Селище-Хвошня, Ободово, Сукромля). 88 % всего населения уезда (не считая г. Торжка) — русские, 12 % — карелы (на востоке, вдоль Николаевской железной дороги). Православные преобладали, хотя среди крестьян уезда немало раскольников разных толков, а также пашковцев, сютаевцев и др. сектантов. Крестьяне составляли 98,5 % всего сельского населения.

## Экономика
Главное занятие населения — земледелие, развиты промыслы (в том числе художественные — золотошвейный, кружевной), по числу мельниц и объему перемалываемой пшеницы Новоторжский уезд занимал 1-е место в Тверской губернии. После реформы 1861 размеры крестьянских наделов сильно сократились, во 2-й половине XIX века для 17 % крестьян главным источником средств существования стали промыслы, для большинства остальных они составляли большую часть дохода. 
Широкое распространение получило отходничество (в начале XX века свыше 38 тыс. крестьян ежегодно уходили на заработки) — 2/3 мужчин и около 1/2 женщин работают в Петербурге, остальные — на железной дороге, в Твери, Москве и др. местностях. Из мужчин уходят тряпичники, каменщики, каменотёсы, чернорабочие, извозчики, рабочие на железной дороге и на фабриках; из женщин — главным образом в личное услужение, на земледельческие работы и на фабрики.